# Ignacio Zoco

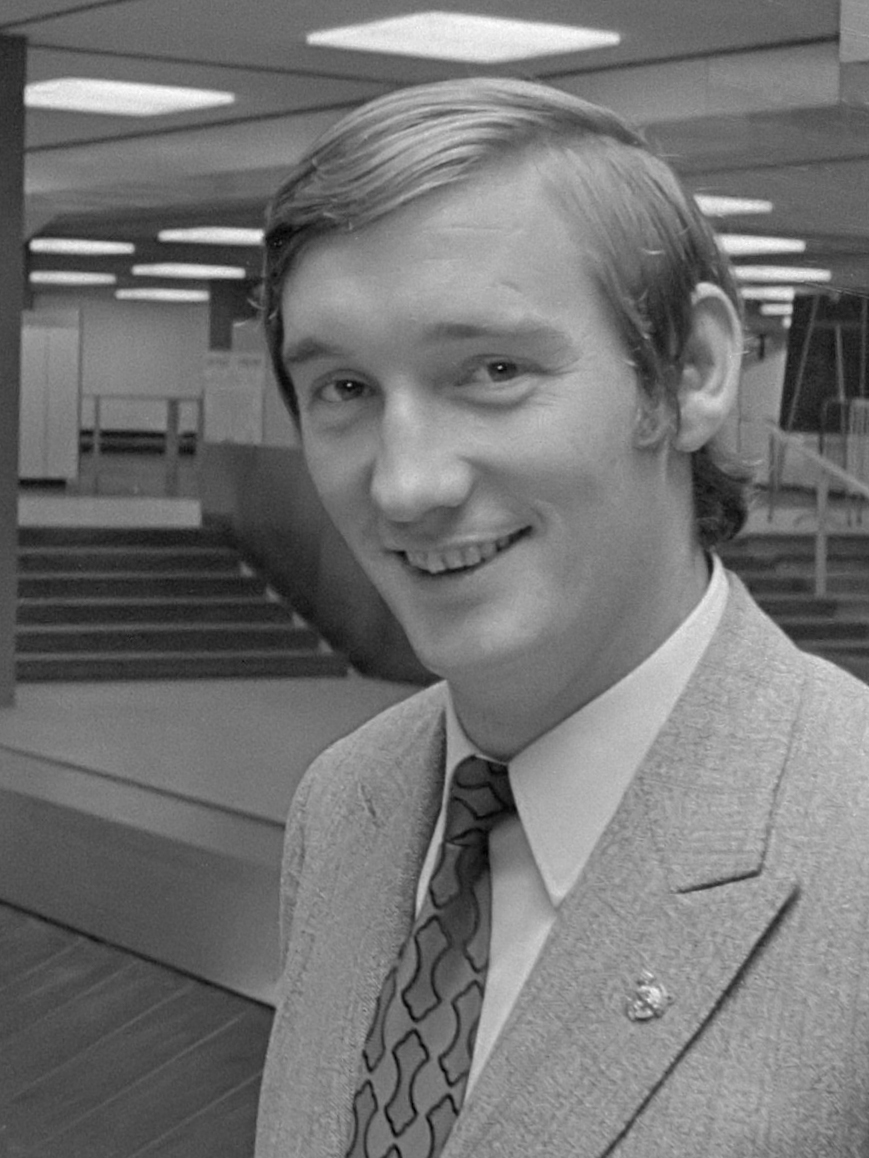
Ignacio Zoco (1971)

Ignacio Zoco Esparza (* 31. Juli 1939 in Garde, Roncal-Tal; † 28. September 2015 in Madrid) war ein spanischer Fußballspieler.

## Laufbahn
Der aus dem kleinen Pyrenäendorf Garde stammende Zoco begann seine Fußballerkarriere in Pamplona bei CD Oberena. Schnell wurde der bedeutendste Klub der Region, CA Osasuna, auf ihn aufmerksam und nahm Zoco im Jahre 1959 unter Vertrag. Nach zwei starken Jahren in der Primera División verpflichtete das von Miguel Muñoz trainierte Real Madrid im Zuge des Kaderumbaus den damals 22-jährigen Defensivspieler. Stars wie Alfredo Di Stéfano oder Ferenc Puskás hatten ihren Zenit überschritten und mussten zu diesem Zeitpunkt langsam ersetzt werden. Hierzu wurden junge Fußballer wie Amancio, Pirri, Manuel Sanchís (sen.) und Zoco selbst verpflichtet, sowie talentierte Nachwuchsspieler des Vereins wie Ramón Grosso oder Manuel Velázquez in die Mannschaft integriert. Nach zahlreichen nationalen Erfolgen gelang diesem nur aus Spaniern gebildeten Team, das den Spitznamen „el Madrid yé-yé“ trug, in der Saison 1965/66 der Gewinn des Europapokals der Landesmeister.

## Nationalmannschaft
Ignacio Zoco gewann mit der spanischen Nationalmannschaft die Fußball-Europameisterschaft 1964. Er nahm auch an der WM 1966 teil, schied aber mit seiner Mannschaft bereits in der Vorrunde aus.

## Erfolge

### Klub
- 1× Europapokal der Landesmeister
  - 1965/66
- 7× Spanischer Meister
  - 1962/63, 1963/64, 1964/65, 1966/67, 1967/68, 1968/69, 1971/72
- 2× Copa del Rey
  - 1969/70, 1973/74

### Nationalmannschaft
- 1× Europameister
  - 1964